# Nikołaj Patruszew
Nikołaj Płatonowicz Patruszew (ros. Николай Платонович Патрушев, ur. 11 lipca 1951 w Leningradzie) – rosyjski polityk i oficer służb specjalnych w stopniu generała; dyrektor Federalnej Służby Bezpieczeństwa Federacji Rosyjskiej (1999–2008). Uznawany za jednego z tzw. siłowików i człowieka z bliskiego otoczenia Władimira Putina.

## Życiorys
W 1974 roku ukończył Leningradzki Instytut Budowy Okrętów, inżynier mechanik. Ukończył Wyższe Kursy KGB, doktor nauk prawnych. Pracownik Zarządu KGB w Leningradzie i obwodzie Leningradzkim. W latach 1992–1994 szef Zarządu Federalnej Służby Kontrwywiadu (poprzedniczka FSB) w Republice Karelii. Od 1994 do 1998 szef Zarządu Organizacyjno-Inspekcyjnego Departamentu Kadrowo-Organizacyjnego Federalnej Służby Bezpieczeństwa. W 1998 roku szef Głównego Zarządu Kontroli Prezydenta Rosji. W tym samym roku powrócił do FSB na stanowisko zastępcy dyrektora i szefa departamentu zajmującego się bezpieczeństwem ekonomicznym. Od 1999 pierwszy zastępca dyrektora FSB a następnie dyrektor. Od 12 maja 2008 sekretarz Rady Bezpieczeństwa Federacji Rosyjskiej.

## Odznaczenia i ordery
- Bohater Federacji Rosyjskiej (2000)
- Order „Za zasługi dla Ojczyzny” I klasy (2006)
- Order „Za Zasługi dla Ojczyzny” II klasy
- Order „Za Zasługi dla Ojczyzny” III klasy
- Order „Za Zasługi dla Ojczyzny” IV klasy
- Order Męstwa
- Order „Za zasługi wojskowe”
- Order „Za zasługi dla floty” (2002)
- Order Honoru (2011)
- Medal „Za nienaganną służbę” II klasy
- Medal „Za nienaganną służbę” III klasy
- Medal Jubileuszowy „300 lat Rosyjskiej Floty”
- Medal Uszakowa
- Medal 850-lecia Moskwy
- Medal jubileuszowy „60 lat Sił Zbrojnych ZSRR”
- Medal jubileuszowy „70 lat Sił Zbrojnych ZSRR”
- Medal „Za wzmocnienie wspólnoty walki”
- Medal „Za staranność w wykonywaniu zadań inżynierskich”
- Medal „Za wyróżnienie w służbie wojskowej” I klasy
- Medal Anatolija Koni
- Medal „Za zasługi dla Kraju Stawropolskiego” (2003)
- Order Krzyża Wojennego I klasy (Armenia, 2003)
- Order Honoru (Białoruś, 2001)
- Order Bohdana Chmielnickiego III klasy (Ukraina, 2001)[2]
- Order Wspólnoty (Wspólnota Niepodległych Państw, 2003)[3]